# Sławomir Pietrzak (muzyk)
Sławomir Pietrzak (ur. 5 czerwca 1960) – polski muzyk, kompozytor, wokalista, producent muzyczny i multiinstrumentalista, a także reżyser teledysków, fotograf i wydawca, przedsiębiorca związany ze sceną muzyki rockowej. Członek Akademii Fonograficznej ZPAV. Dawniej grający na gitarze w zespole Kult. Od 1993 roku prowadzi własną niezależną wytwórnię muzyczną S.P. Records. Jest liderem zespołu Play (w związku z wejściem na polski rynek sieci komórkowej o tej samej nazwie, twórcy zostali zmuszeni do zmiany nazwy na PLAY FOREVER), w skład którego wchodzili m.in. Olaf Deriglasoff, DJ Feel-X, Andrzej Smolik i Tomasz Stańko Tom Horn.
Jako reżyser teledysków współpracował z takimi wykonawcami jak: Kult, Kazik Staszewski, Kazik na Żywo, Wzgórze Ya-Pa 3, Kaliber 44, T.Love czy Strachy na Lachy Oberschlesien, Echa. Dwukrotny laureat nagrody Yach Film.  Laureat nagrody PL Music Video Awards 2018.

## Dyskografia muzyczna
| rok  | wykonawca        | tytuł albumu               | udział                                                              |
| ---- | ---------------- | -------------------------- | ------------------------------------------------------------------- |
| 1988 | Kult             | Spokojnie                  | gitara elektryczna                                                  |
| 1989 | Kult             | Tan                        | gitara elektryczna                                                  |
| 1991 | Kult             | 45-89                      | gitary                                                              |
| 1994 | Kazik na Żywo    | Na żywo, ale w studio      | śpiew                                                               |
| 1997 | Kazik            | 12 groszy                  | gitara elektryczna, instrumenty klawiszowe, śpiew                   |
| 1998 | Kaliber 44       | W 63 minuty dookoła świata | gitara basowa                                                       |
| 2000 | Kazik            | Melassa                    | gitara akustyczna, gitara elektryczna, śpiew                        |
| 2001 | PLAY             | Forever                    | gitara akustyczna, perkusja, śpiew, instrumenty klawiszowe, klarnet |
| 2001 | Kult             | Salon Recreativo           | klarnet                                                             |
| 2005 | Harry Kain       | Nitrożelatyna              | produkcja muzyczna                                                  |
| 2021 | Strachy na Lachy | Piekło                     | produkcja muzyczna                                                  |

## Reżyseria teledysków
| rok  | wykonawca                | tytuł                           | uwagi                                                                                      |
| ---- | ------------------------ | ------------------------------- | ------------------------------------------------------------------------------------------ |
| 1993 | Kult                     | Baranek                         | wspólnie z Pawłem Wendorffem i Jerzym Zalewskim                                            |
| 1996 | Kaliber 44               | Magia i miecz                   | [ 5 ]                                                                                      |
| 1996 | Kaliber 44               | + i -                           | [ 6 ]                                                                                      |
| 1997 | Kazik                    | 12 groszy                       | wspólnie z Kazikiem Staszewskim                                                            |
| 1998 | Kult                     | Gdy nie ma dzieci               | wspólnie z Alexem Kłosiem i Mateuszem Szlachtyczem                                         |
| 1998 | Kult                     | Dziewczyna bez zęba na przedzie |                                                                                            |
| 2000 | Kazik                    | Gdybym wiedział to, co wiem     | wspólnie z Dariuszem Szermanowiczem                                                        |
| 2000 | El Dupa                  | Natalia w Bruklinie             | wspólnie z Kazikiem Staszewskim                                                            |
| 2001 | Kult                     | Brooklyńska Rada Żydów          | wspólnie z Radkiem Polakiem                                                                |
| 2001 | Kazik Staszewski         | Ballada o kobiecie żołnierza    | wspólnie z Radkiem Polakiem                                                                |
| 2004 | Kazik                    | Polska płonie                   | [ 13 ]                                                                                     |
| 2004 | Strachy na Lachy         | Dzień dobry, kocham Cię         | [ 14 ]                                                                                     |
| 2005 | Kult                     | Kocham Cię, a miłością swoją    | [ 15 ]                                                                                     |
| 2005 | Kult                     | Pan Pancerny                    | wspólnie z Jackiem Kościuszką                                                              |
| 2005 | Kazik                    | Los się musi odmienić           | [ 17 ]                                                                                     |
| 2008 | Kazik                    | Piwko                           | [ 18 ]                                                                                     |
| 2008 | Kazik                    | Mariola                         | [ 19 ]                                                                                     |
| 2011 | Kazik na Żywo            | Polska jest ważna               | [ 20 ]                                                                                     |
| 2011 | T. Love Alternative      | Gorączka                        | [ 21 ]                                                                                     |
| 2013 | Kult                     | Dobrze być dziadkiem            | [ 22 ]                                                                                     |
| 2013 | Transsexdisco            | Uboczny efekt narzekania        | [ 23 ]                                                                                     |
| 2013 | Strachy na Lachy         | Bankrut... bankrutowi           | [ 24 ]                                                                                     |
| 2014 | Oberschlesien            | To nie sen                      | [ 25 ]                                                                                     |
| 2014 | Kult                     | Dzisiaj jest mojej córki wesele | [ 26 ]                                                                                     |
| 2014 | Zacier                   | Kiedy w Polsce będą Chiny       | [ 27 ]                                                                                     |
| 2014 | Zuch Kazik               | Hej, młody junaku               | [ 28 ]                                                                                     |
| 2015 | Oberschlesien            | Samotny                         | wspólnie z Magdą Pietrzak                                                                  |
| 2016 | Transsexdisco            | Wyspa                           | [ 29 ]                                                                                     |
| 2016 | Kult                     | Madryt                          | [ 30 ]                                                                                     |
| 2016 | Kult                     | Wstyd                           | wideoklip w technologii 360°                                                               |
| 2017 | Strachy na Lachy         | Twoje motylki                   | [ 32 ]                                                                                     |
| 2017 | Kazik i Kwartet ProForma | Ta droga była daleka            | [ 33 ]                                                                                     |
| 2017 | NeuOberschlesien         | Fart                            | teledysk nagrodzony w kategorii "Rock i ostre brzmienia" w konkursie PL Music Video Awards |
| 2018 | Strachy na Lachy         | Obłąkany obłok                  | [ 35 ]                                                                                     |
| 2018 | Kazik + Zdunek Ensemble  | Wojny                           | [ 36 ]                                                                                     |
| 2019 | Pidżama Porno            | Hokejowy zamek                  | [ 37 ]                                                                                     |
| 2019 | Elektryczne Gitary       | Najwyższy czas                  | [ 38 ]                                                                                     |
| 2019 | Pidżama Porno            | Pomocy!                         | [ 39 ]                                                                                     |
| 2020 | Kazik                    | Twój ból jest lepszy niż mój    | [ 40 ]                                                                                     |
| 2020 | Kazik                    | Noże i pistolety                | [ 41 ]                                                                                     |
| 2021 | Bracia Figo Fagot        | Karolino                        | [ 42 ]                                                                                     |
| 2021 | Kult                     | Wiara                           | [ 43 ]                                                                                     |
| 2021 | Strachy na Lachy         | Niebotyczne niebowstapienie     | [ 44 ]                                                                                     |
| 2021 | Kult                     | Szok szok disco pop             | [ 45 ]                                                                                     |
| 2021 | Strachy na Lachy         | Sznury aut                      | [ 46 ]                                                                                     |
| 2021 | Strachy na Lachy         | Łuski krokodyla                 | [ 47 ]                                                                                     |
| 2023 | Bracia Figo Fagot        | HWDP                            | [ 48 ]                                                                                     |
| 2023 | Kult                     | Na łódce w Oslo                 | [ 49 ]                                                                                     |